# Reči ptice sa gnezda
„Reči ptice sa gnezda“ je televizijski esej posvećen poeziji velikog srpskog pesnika Rastka Petrovića, u trajanju od 30 minuta, reditelja Slobodana Ž. Jovanovića, a u proizvodnji Radio-televizije Srbije. Emisija je premijerno emitovana 17. marta 2000. godine.
Pesnik u emigraciji, Rastka Petrovića, svojim stihovima bola čezne za svojom otadžbinom. Miris šuma, ognjišta, zvuk žuborenja potoka, zvuk crkvenih zvona, pesme mladih na prelu, sve je to očaj koji svojom bolnom toplinom odjekuje poput krika dozivanja koji je pesnik posvetio svojoj otadžini, čitaj gnezdu u koje nikada se neće vratiti. Pesnik Rastko Petrović sahranjen je u Americi.

## Autorska ekipa
- Reditelj Slobodan Ž. Jovanović
- Dir. fotografije Veselko Krčmar
- Kostimograf Suzana Tanasković

## Učestvuju
- Jadranka Nanić Jovanović
- Nebojša Kundačina

## Spoljašnje veze
- http://www.rastko.rs/knjizevnost/umetnicka/poezija/rpetrovic-otkrovenja.html
- http://www.rastko.rs/knjizevnost/umetnicka/rpetrovic/index_c.html
- Rastko Petrović - Reči ptice sa gnezda на веб-сајту